# Super Mario All-Stars
Super Mario All-Stars (japanisch スーパーマリオコレクション, Sūpā Mario Korekushon) ist eine Videospielesammlung der Firma Nintendo für das Super Nintendo Entertainment System, die am 1. Januar 1994 erschien. Die Sammlung enthält das Arcade-Spiel Mario Bros. von 1983 und die NES-Klassiker Super Mario Bros., Super Mario Bros.: The Lost Levels, Super Mario Bros. 2 und Super Mario Bros. 3, die grafisch und akustisch an das Niveau der Konsole angepasst wurden. Anlässlich des 25. Geburtstages von Mario erschien am 12. Dezember 2010 Super Mario All-Stars erneut zusammen mit einer CD bekannter Melodien aus den Mario-Spielen und einem Begleitheftchen über die Geschichte Marios für die Wii.

## Inhalt

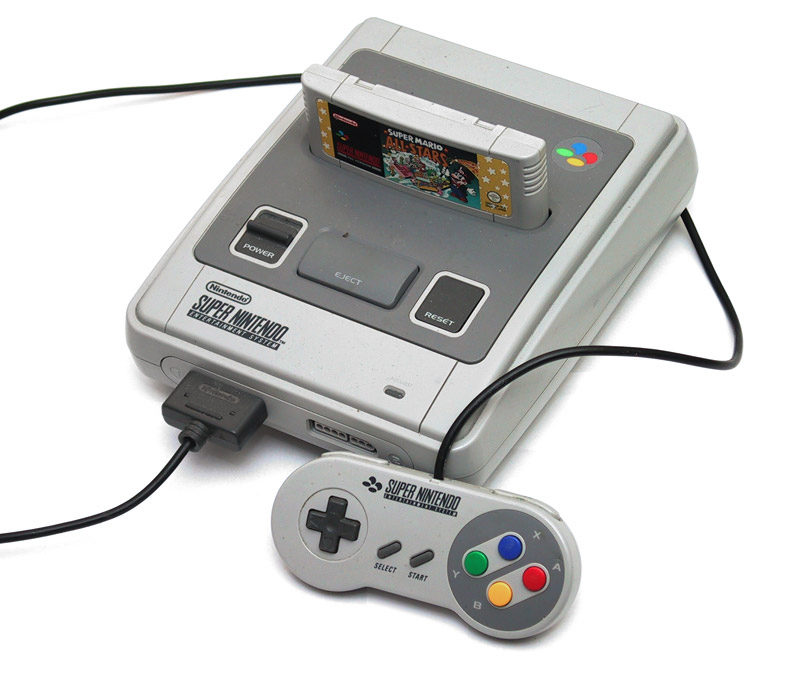
Das SNES mit eingelegtem Super-Mario-All-Stars-Modul

Die Spielesammlung Super Mario All-Stars enthält die drei bekannten Super-Mario-Bros.-Spiele, die auf der Vorgängerkonsole erschienen und äußerst erfolgreich waren. Darüber hinaus enthält die Sammlung Super Mario Bros.: The Lost Levels, in Japan bekannt als Super Mario Bros. 2, womit dieses Spiel das erste Mal außerhalb Japans auf dem Markt gebracht wurde. Es erschien ursprünglich nur in Japan, da man den Schwierigkeitsgrad des Spiels für eine Veröffentlichung auf der ganzen Welt zu schwer hielt, weshalb außerhalb Japans Super Mario Bros. 2 erschien. Alle vier Spiele bei All-Stars wurden grafisch und akustisch stark überarbeitet, am Spielprinzip aber änderte sich nichts. Die Sammlung wird durch ein Auswahlmenü ergänzt und kann außerdem den Spielstand der einzelnen Spiele speichern. Mit Ausnahme von Super Mario Bros.: The Lost Levels und Super Mario Bros. 2 können die Spiele auch mit zwei Spielern gespielt werden.
Super Mario All-Stars verkaufte sich insgesamt etwa 10,55 Millionen Mal.

## Super Mario All-Stars + Super Mario World
Im Dezember 1994 erschien eine erweiterte Version von Super Mario All-Stars, ebenfalls für das SNES. Diese Version enthält neben den vier Spielen der normalen All-Stars-Version auch das erfolgreiche SNES-Spiel Super Mario World. Der einzige Unterschied zwischen dem ursprünglichen Super Mario World und der Super-Mario-World-Version, die dieser All-Stars-Version enthalten ist, ist eine kleine Anpassung von Luigis Sprite. Außerdem ist der Auswahlbildschirm dieser Version rot anstatt blau. Dieses Paket erschien kurzzeitig als Bundle mit der Konsole.

## Super Mario All-Stars - 25 Jahre: Jubiläumsedition
Oktober beziehungsweise Dezember 2010 veröffentlichte Nintendo anlässlich des 25. Geburtstages von Mario – Super Mario Bros. erschien 1985 – Super Mario All-Stars - 25 Jahre: Jubiläumsedition für die Nintendo Wii. Diese Sammlung beinhaltet Super Mario All-Stars und in einer zweiten DVD-Hülle eine Soundtrack-CD mit zehn bekannten Liedern aus den Mario-Spielen von Super Mario Bros. bis Super Mario Galaxy 2 und zehn bekannten Soundeffekten aus Super Mario Bros. mit einer Laufzeit von etwa 25 Minuten und ein 32-seitiges Begleitheft mit einer Übersicht über die Geschichte von Super Mario und Kommentaren der Entwickler Shigeru Miyamoto, Takashi Tezuka und Koji Kondo. Letzterer, der seit Super Mario Bros. für die Musik in den Mario-Spielen zuständig ist, hat die Auswahl der Lieder auf der Soundtrack-CD getroffen.

### Rezeption
Aufgrund der Tatsache, dass diese Wiederveröffentlichung exakt dasselbe Programm beinhaltet wie die Sammlung von 1993, folgten enttäuschte Reaktionen auf die Veröffentlichung. Die Spiele laufen wie 1993 mit 50 Hertz und nicht mit 60 Hertz, es läuft nur im 4:3-Bildformat, was auf Breitbildfernsehern für Balken am linken und rechten Bildschirmrand sorgt, im Spiel selbst wird noch die Controllertastenbelegung des SNES angezeigt und im Hauptmenü heißt es Copyright 1993. Die vier enthaltenen Spiele waren bereits seit einiger Zeit per Virtual Console für die Wii verfügbar, insgesamt kosteten alle vier Spiele über VirtualConsole 21 €, während die Jubiläumsedition für 30 € verkauft wird. Zwar sei der Preis, so die Kritiker, angesichts der Extras akzeptabel, eine umfangreichere Sammlung sei aber wegen des Jubiläums angemessener gewesen. Trotzdem seien die einzelnen Spiele nach wie vor sehr gut.
Auf metacritic.com erreichte die Jubiläumsedition eine durchschnittliche Wertung von 69 von 100 Punkten. Die einzelnen Videospielzeitschriften lobten die eigentlichen Spiele, die diese Sammlung enthält, außerdem sei dies eine gute Möglichkeit für Wii-Besitzer, die die Spiele nicht per VirtualConsole herunterladen können. Trotzdem könne Nintendo mehr gemacht haben, die Extras seien nicht sehr besonders und der Preis anbetracht dessen nicht ganz angemessen. Demhingegen loben andere die Extras und finden auch den Preis in Ordnung, leugnen aber nicht, dass Nintendo mehr hätte machen könnten. Vom Heftchen wurde von einigen Spielern im Vorfeld befürchtet, es könne eine bloße nichtsaussagende Werbebroschüre sein, durch die Kommentare der Entwickler gibt es aber bis dahin unbekannte Informationen preis. Insgesamt wird Spielern, die bereits die Originalveröffentlichung von All-Stars oder ein Originalspiel besitzen, vom Kauf eher abgeraten.
Die Jubiläumsedition wurde mit Stand März 2012 etwa 2,53 Millionen Mal verkauft.